# Petrus Augustus de Génestet
Petrus Augustus de Génestet (Amsterdam, 21 novembre 1829 – Rozendaal, 2 luglio 1861) è stato un poeta e teologo olandese.

## Biografia
P.A. de Génestet perse i genitori quando era ancora molto giovane, per cui fu allevato dallo zio, il pittore Jan Adam Kruseman. Studiò all'Ateneo di Amsterdam e nel Seminario dei Rimostranti e diventò predicatore. Nel marzo del 1852 diventò pastore di Moordrecht e nel dicembre dello stesso anno fu pastore di Delft, la città dove ancora oggi esiste la chiesa Genestetkerk, a lui dedicata. Lo stesso anno sposò Henriette Bienfait, da cui ebbe due figli.
Nel 1859 sua moglie e uno dei figli morirono di tubercolosi e lo stesso de Génestet, per motivi di salute, dovette cessare l'attività di pastore. Si stabilì ad Amsterdam, ma trascorreva l'estate in gran parte a Bloemendaal. Due anni dopo, nel 1861, morì anche lui di tubercolosi, a soli trentun anni.

## Opere
De Génestet era famoso soprattutto per le sue poesie umoristiche e commoventi, ma nelle sue composizioni poetiche anche il tema religioso era molto importante. De Génestet era un protestante liberale, ma assunse una posizione critica sia verso il liberalismo superficiale sia verso la rigida intolleranza. Insieme a Nicolaes Beets, de Génestet era considerato un rappresentante del Byronismo olandese.
Nella sua breve vita (31 anni) riuscì a scrivere solo poche poesie. Dopo la sua morte le poesie furono raccolte e pubblicate con il titolo Dichtwerken.